# Satzgruppe des Pythagoras
Die Satzgruppe des Pythagoras umfasst drei Sätze der Mathematik, die sich mit Berechnungen in rechtwinkligen Dreiecken befassen:
1. Satz des Pythagoras (Euklid: Elemente, Buch I, § 47 und Buch VI, § 31)
2. Kathetensatz des Euklid (Euklid: Elemente, Buch I, § 47)
3. Höhensatz des Euklid (Euklid: Elemente, Buch VI – § 8, Buch II – § 14 (implizit))

## Die einzelnen Sätze

### Satz des Pythagoras

Rechtwinkliges Dreieck mit rotem Hypotenusenquadrat und blauen und grünen Kathetenquadraten

In einem rechtwinkligen Dreieck ist die Fläche des Quadrats über der Hypotenuse gleich der Summe der Flächen der Quadrate über den beiden Katheten.
Seien {\displaystyle a,b,c} die Seiten des rechtwinkligen Dreiecks, wobei {\displaystyle c} die Hypotenuse sei. Das Quadrat über {\displaystyle c} ist flächengleich zur Summe der Quadrate über {\displaystyle a} und {\displaystyle b}.
Als Formel:
{\displaystyle a^{2}+b^{2}=c^{2}}

### Kathetensatz des Euklid

Kathetensatz: Die beiden roten Bereiche haben denselben Flächeninhalt, ebenso die beiden grünen

Die Verlängerung des über der Hypotenuse des rechtwinkligen Dreiecks errichteten Lots (Höhe des Dreiecks) teilt das Quadrat unter der Hypotenuse in zwei Rechtecke. Der Kathetensatz besagt, dass je eines der Rechtecke gleich große Fläche wie je eines der Quadrate über den beiden Katheten hat.
Seien {\displaystyle a,b,c} die Seiten des rechtwinkligen Dreiecks, wobei {\displaystyle c} die Hypotenuse sei. Der Lotfußpunkt teilt die Hypotenuse in die Strecken {\displaystyle p} und {\displaystyle q}. Es gilt:
Das Quadrat über {\displaystyle a} ist flächeninhaltsgleich zum Rechteck mit den Seiten {\displaystyle p} und {\displaystyle c}, und das Quadrat über {\displaystyle b} ist flächeninhaltsgleich zum Rechteck mit den Seiten {\displaystyle q} und {\displaystyle c}.
Als Formeln:
{\displaystyle a^{2}=p\cdot c}
{\displaystyle b^{2}=q\cdot c}

### Höhensatz des Euklid

Rechtwinkliges Dreieck mit pq und h²

Der Höhensatz besagt, dass in einem rechtwinkligen Dreieck das Quadrat über der Höhe flächengleich dem Rechteck aus den Hypotenusenabschnitten ist. Oder:
Seien {\displaystyle a,b,c} die Seiten des rechtwinkligen Dreiecks und {\displaystyle p} und {\displaystyle q} diejenigen Teile der Hypotenuse {\displaystyle c}, die durch deren Teilung am Lotfußpunkt der Höhe {\displaystyle h} entstehen. Dann ist
 {\displaystyle h^{2}=p\cdot q}.
Die Umkehrung gilt ebenso:
Gilt der Höhensatz in einem Dreieck, so ist dieses Dreieck rechtwinklig.

## Beweise
Für den Satz des Pythagoras existieren sehr viele verschiedene Beweise, siehe Artikel Satz des Pythagoras. Aus diesem kann man den Höhensatz und den Kathetensatz durch algebraische Berechnung beweisen, aber auch umgekehrt folgt aus jedem dieser beiden Sätze der Satz des Pythagoras! Die drei Sätze sind daher äquivalent: Ist einer der drei Sätze bewiesen, gelten ebenso die anderen zwei Sätze der Satzgruppe.

### Algebraische Beweise

#### Beweis des Höhensatzes
Der Beweis des Höhensatzes kann mit dem Satz des Pythagoras {\displaystyle a^{2}+b^{2}=c^{2}} und der Binomischen Formel {\displaystyle (p+q)^{2}=p^{2}+2pq+q^{2}} geführt werden.
Im Diagramm erkennt man drei rechtwinklige Dreiecke, eines mit den Seiten {\displaystyle a,b,c}, dann noch jeweils eines mit {\displaystyle h,p,a} und {\displaystyle h,q,b}. Für jedes dieser Dreiecke gilt der Satz des Pythagoras:

Rechtwinkliges Dreieck mit Seitenlängen a, b, c, Höhe h und Hypotenusenabschnitten p,q

{\displaystyle a^{2}+b^{2}=c^{2}}
{\displaystyle h^{2}+p^{2}=a^{2}}
{\displaystyle h^{2}+q^{2}=b^{2}}
Außerdem gilt {\displaystyle p+q=c}. Das Quadrat ist also:
{\displaystyle (p+q)^{2}=c^{2}}.
Nach der ersten binomischen Formel ist dies
{\displaystyle p^{2}+2pq+q^{2}=c^{2}}.
Setzt man dies für {\displaystyle c^{2}} in die erste Formel ein und für {\displaystyle a^{2}} und {\displaystyle b^{2}} den jeweiligen linken Teil der zweiten und dritten Formel, so erhält man:
{\displaystyle h^{2}+p^{2}+h^{2}+q^{2}=p^{2}+2pq+q^{2}}
und damit {\displaystyle 2h^{2}=2pq}. Nach Division durch zwei folgt der zu beweisende Höhensatz:
{\displaystyle h^{2}=pq}.

#### Beweis des Kathetensatzes
Dieser Beweis verläuft analog zum Beweis des Höhensatzes mithilfe obiger vier Formeln: Es ist
{\displaystyle a^{2}=c^{2}-b^{2}=p^{2}+2pq+q^{2}-(q^{2}+h^{2})=p^{2}+2pq+q^{2}-q^{2}-a^{2}+p^{2}=2p^{2}+2pq-a^{2}}
und damit
{\displaystyle 2a^{2}=2p(p+q)=2pc}
{\displaystyle a^{2}=pc}
analog gilt dann
{\displaystyle b^{2}=qc}.

#### Beweis des Kathetensatzes mit Hilfe des Höhensatzes
Bezogen auf die Grafik beim Beweis des Höhensatzes:
{\displaystyle a^{2}=p^{2}+h^{2}}
{\displaystyle a^{2}=p^{2}+pq}
{\displaystyle a^{2}=p(p+q)}
{\displaystyle a^{2}=pc}
{\displaystyle b^{2}=q^{2}+h^{2}}
{\displaystyle b^{2}=q^{2}+pq}
{\displaystyle b^{2}=q(q+p)}
{\displaystyle b^{2}=qc}

### Geometrische Beweise
Für den Höhensatz und den Kathetensatz existieren auch geometrische Beweise:

#### Ergänzungsbeweis des Höhensatzes
Ergänzungsbeweis zum Höhensatz
Zwei rechtwinklige Dreiecke sind kongruent, falls die Katheten gleich sind (der eingeschlossene Winkel ist ja auch gleich).
Teilt man ein rechtwinkliges Dreieck an der Höhe {\displaystyle h} in zwei rechtwinklige Dreiecke mit den Seiten {\displaystyle p} und {\displaystyle h} bzw. {\displaystyle q} und {\displaystyle h} (gelbes und rotes Dreieck im Diagramm), so kann man diese an ein Quadrat mit der Seitenlänge {\displaystyle h} (im Diagramm unten links) und an ein Rechteck mit den Seiten {\displaystyle p} und {\displaystyle q} anlegen (im Diagramm unten rechts).
(Man kann dies tun, weil das gelbe und das rote Dreieck die gleichen Winkel haben. Dies ist der Fall, weil jeweils ein Kathetenwinkel identisch mit dem von Ausgangsdreieck ist - und damit auch der Andere.)
In beiden Fällen entsteht ein rechtwinkliges Dreieck mit den Katheten {\displaystyle p+h} und {\displaystyle q+h}. Das rechte und linke Dreieck sind also kongruent. Das erste besteht aber aus dem gelben und roten Dreieck und dem Quadrat {\displaystyle h^{2}}, das zweite aus den beiden Dreiecken und dem Rechteck {\displaystyle pq}. Die Fläche des Quadrats muss daher gleich der Fläche des Rechtecks sein, also {\displaystyle h^{2}=pq}.

#### Scherungsbeweis
Schert man ein Rechteck zu einem Parallelogramm, so bleibt die Fläche erhalten. Damit lässt sich der Höhensatz auch beweisen. Die Animation veranschaulicht den Beweis:
Veranschaulichung des Beweisgangs zum Höhensatz mittels Scherung
Mit Hilfe der Kongruenzsätze für Dreiecke muss man noch beweisen, dass die neue Höhe {\displaystyle q} tatsächlich dem Hypotenusenabschnitt entspricht. Darauf wird hier verzichtet.

#### Scherungsbeweis des Kathetensatzes
Der Scherungsbeweis des Satzes des Pythagoras beweist zugleich den Kathetensatz.
Veranschaulichung des Beweisgangs zum Kathetensatz mittels Scherung

#### Beweis der kompletten Satzgruppe über ähnliche Dreiecke
Die Seitenverhältnisse der ähnlichen Dreiecke liefern sofort die beiden Kathetensätze und den Höhensatz. Der Satz des Pythagoras ergibt sich dann direkt aus der Addition der beiden Kathetensätze.

#### Beweis der kompletten Satzgruppe als Spezialfall des Sehnen- bzw. des Tangenten-Sekanten-Satzes

Herleitung des Kathetensatzes mithilfe von Sekanten und Tangenten am Kreis

Herleitung des Satzes von Pythagoras mithilfe von Sekanten und Tangenten am Kreis

Wie im Artikel Höhensatz ausgeführt, lässt sich der Höhensatz auch als Spezialfall des Sehnensatzes auffassen.
Ebenso lässt sich der Kathetensatz als Spezialfall des Sekanten-Tangenten-Satzes auffassen, indem man einen Kreis mit einer Kathete als Durchmesser betrachtet. Sei {\displaystyle M_{b}} der Mittelpunkt der Kathete {\displaystyle b}. Für den Kreis {\displaystyle k} um {\displaystyle M_{b}} mit Radius {\displaystyle AM_{b}=DM_{b}=CM_{b}} ist {\displaystyle (BC)} eine (senkrecht auf dem Berührradius {\displaystyle CM_{b}} stehende) Tangente, {\displaystyle (AB)} eine Sekante in der Voraussetzung des Sekanten-Tangenten-Satzes. Mit letzterem ist:
{\displaystyle BC^{2}=BA\cdot BD\;\Leftrightarrow \;a^{2}=cp}.
Entsprechend lässt sich {\displaystyle b^{2}=cq} ausgehend von der Mittelsenkrechten von {\displaystyle DB} beweisen.
Der Satz des Pythagoras folgt (wie im hier vorangehenden Abschnitt) aus der Addition der beiden Kathetensätze.
Alternativ lässt sich auch der Satz des Pythagoras (direkt) als Spezialfall des Sekanten-Tangenten-Satzes auffassen, indem man einen Kreis mit einer Kathete als Radius betrachtet. In nebenstehendem Dreieck teilt der Kreis {\displaystyle k'} um {\displaystyle B} mit Radius {\displaystyle a} die Strecke {\displaystyle AB} im Punkt {\displaystyle T_{1}} von innen, im Punkt {\displaystyle T_{2}} von außen. Für {\displaystyle k'} ist {\displaystyle (AC)} eine (senkrecht auf dem Berührradius {\displaystyle CB} stehende) Tangente, {\displaystyle (AB)} eine Sekante in der Voraussetzung des Sekanten-Tangenten-Satzes. Also ist mit der dritten binomischen Formel:
{\displaystyle AC^{2}=AT_{1}\cdot AT_{2}\;\Leftrightarrow \;b^{2}=(c-a)\cdot (c+a)=c^{2}-a^{2}\;\Leftrightarrow \;a^{2}+b^{2}=c^{2}}.